# Callithamnioideae
Callithamnioideae, potporodica crvenih algi, dio porodice Callithamniaceae. Oko 150 vrsta u pet tribusa

## Tribusi i rodovi
Potporodica Callithamnioideae De Toni
- Tribus Callithamnieae F.Schmitz
  - Aglaothamnion Feldmann-Mazoyer
  - Aristoptilon Hommersand & W.A.Nelson
  - Aristothamnion J.Agardh
  - Callithamnion Lyngbye
  - Carpothamnion Kützing
  - Diapse Kylin
  - Euptilota (Kützing) Kützing
  - Falklandiella Kylin
  - Gaillona Bonnemaison
  - Georgiella Kylin
  - Heteroptilon Hommersand
  - Hirsutithallia Wollaston & Womersley
  - Nwynea Searles
  - Pseudospora Schiffner
  - Seirospora Harvey
- Tribus Euptiloteae
  - Sciurothamnion De Clerck & Kraft
- Tribus Gymnothamnieae M.Kajimura
  - Gymnothamnion J.Agardh
- Tribus Perithamnieae Athanasiadis
  - Perithamnion J.Agardh
  - Scageliopsis E.M.Wollaston
- Tribus Rhodocallideae M.H.Hommersand, S.M.Wilson, & G.T.Kraft
  - Psilothallia F.Schmitz
  - Rhodocallis Kützing